# Steve Ditko
Steve Ditko   (Johnstown, 2 de novembre de 1927 - Nova York, 27 de juny de 2018) fou un autor de còmics estatunidenc, cocreador junt amb Stan Lee d'Spiderman i Doctor Strange, a més d'altres personatges.

## Biografia

### Joventut
Stephen J. Ditko era fill dels immigrants nord-americans de primera generació, carpato-rusos, procedents de l'antiga Txecoslovàquia (ara Eslovàquia): Stephen Ditko, un artífex amb talent mestre fuster a una siderúrgia, i Anna, una mestressa de casa. El segon fill d'una família de classe treballadora, va ser precedit per la seva germana Anna Marie, seguida de la seva germana Isabel i el seu germà Patrick. Inspirat en l'amor del seu pare per les tires còmiques dels diaris, particularment Prince Valiant de Hal Foster, Ditko va trobar el seu interès en el còmic accelerat per la introducció del superheroi Batman l'any 1939, i de The Spirit de Will Eisner, que apareixien en còmics inclosos als diaris dels diumenges.
Ditko a l'escola secundària formava part d'un grup d'estudiants que elaboraven models d'avions de fusta alemanys que ajudaven als observadors d'avions de la Segona Guerra Mundial. Després de graduar-se al Johnstown High School el 1945, es va allistar a l'exèrcit dels Estats Units el 26 d'octubre de 1945, i va fer servei militar a Alemanya durant la postguerra, on va dibuixar còmics per a un diari de l'exèrcit.

### Carrera professional

#### Inicis

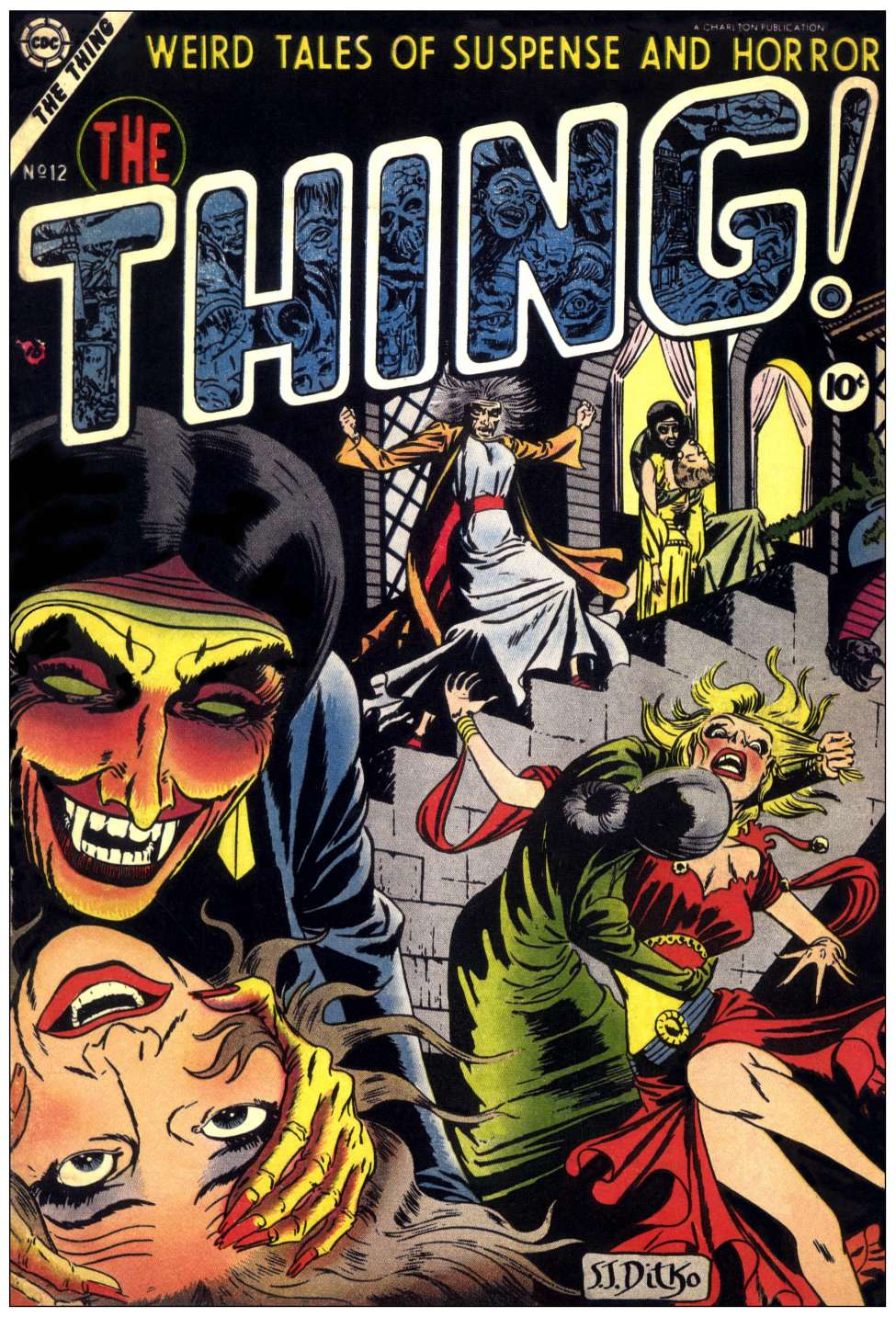
La seua primera portada publicada, a The Thing 12.

Ditko va estudiar a l'escola de Caricaturistes i Il·lustradors de Nova York on donava classes el seu ídol l'artista de Batman Jerry Robinson. Robinson va trobar al jove estudiant "un treballador molt dur que es va centrar realment en el seu dibuix" i algú que "podia treballar bé amb altres escriptor o també escriure les seves pròpies histories i crear els seus propis personatges", i va ajudar a Ditko a conseguir una beca pel següent any." Ell estava a la meva classe per dos anys, quatre o cinc dies a la setmana, cinc hores a la nit. Va ser molt intens." Robinson, que convidava a artistes i editors a parlar amb la seva classe, una vegada va portar Stan Lee, llavors editor de la precursora de Marvel Comics, Atlas Comics, i "crec que va ser quan Stan va veure per primera vegada el treball de Steve."
Va començar a treballar com a professional de comic books, l'any 1953, dibuixant la història de ficció de Bruce Hamilton "Stretching Things" per a l'empremta Stanmor Publications de Key Publications, que venia la història a Ajax/Farrell, on finalment va trobar publicació a "Fantastic Fears" # 5 (data de portada de febrer de 1954). El primer treball publicat per Ditko va ser el seu segon relat professional, la història "Paper Romance" de sis pàgines a "Daring Love" # 1 (octubre de 1953).
Poc després, Ditko va trobar feina al taller d'escriptors-artistes Joe Simon i Jack Kirby, que havien creat el Capità Amèrica i altres personatges. Com entintador de fons, Ditko aviat va treballar i va aprendre de Mort Meskin, un artista l'obra del qual havia admirat durant molt de temps. "Meskin era fabulós", va recordar Ditko. "No podia creure la facilitat amb la qual dibuixava: composicions fortes, llapis solts, però completes; detall sense embolic. Em va encantar les seves coses". El conegut treball d'assistent de Ditko inclou l'ajut a l'entintador Meskin del treball de llapis de Jack Kirby de Harvey Comics Captain 3-D # 1 (desembre 1953). Per a la seva tercera història publicada, Ditko va dibuixar i entintar la història de sis pàgines "A Hole in His Head" a Black Magic, vol. 4, # 3 (desembre de 1953), publicat per l'empremta Crestwood Publications de Simon i Kirby.
Ditko va començar llavors una llarga associació amb l'editor de Charlton Comics de Derby (Connecticut), una divisió de baix pressupost d'una companyia més coneguda per les revistes de cançons-líriques. Començant amb la portada de The Thing! # 12 (febrer de 1954) i la història de vampirs de vuit pàgines "Cinderella" en aquest número, Ditko continuaria treballant de manera intermitent per Charlton fins a la desaparició de la companyia el 1986, produint històries de ciència-ficció, horror i misteri, així com la co-creació del Captain Atom amb l'escriptor Joe Gill, a Space Adventures # 33 (març de 1960). Va deixar la companyia i els còmics a mitjans de 1954, quan li van detectar tuberculosi i va tornar a casa dels seus pares a Johnstown per recuperar-se.

#### Atlas/ Marvel
Després de recuperar-se va desplaçar-se a Nova York a finals de 1955. Ditko, va començar llavors a treballar a l'empresa que acabaria sent Marvel Comics, que en aquella època continuava anomenant-se Atlas, començant per una història de quatre pàgines "There'll Be Some Changes Made" a Journey into Mystery #33 (abril 1956).
Ditko continuaria aportant un gran nombre d'històries, moltes considerades clàssiques, a Strange Tales d'Atlas (i posteriorment Marvel) i les recentment llançades Amazing Adventures, Strange Worlds, Tales of Suspense i Tales to Astonish.
Les històries curtes de Stan Lee dibuixades per Ditko van ser tan populars que Amazing Adventures es va reformar per presentar històries exclusivament seves a partir del número 7 (Desembre 1961), quan el còmic va ser rebatejat com Amazing Adult Fantasy, un nom destinat a reflectir la seva naturalesa més "sofisticada", igual que la nova etiqueta "The magazine that respects your intelligence" (La revista que respecta la vostra intel·ligència). Lee va descriure el 2009 aquestes "històries de farciment curtes de cinc pàgines que Steve i jo vam fer junts", originalment "col·locades en qualsevol dels nostres còmics que tinguessin unes quantes pàgines addicionals per omplir", com "uns quants contes de fantasia que jo havia somniat amb finals de l'estil d'O. Henry." Donant un exemple primerenc del que més tard es coneixeria com el "Mètode Marvel" de la col·laboració entre escriptors i artistes, Lee va dir: "Tot el que havia de fer era donar a Steve una descripció d'una sola línia de la trama i ell havia fet i ell ho posava en marxa i funcionant. Prenia els esquemes de l'esquelet que jo li havia donat i els convertiria en petites obres d'art clàssiques que van acabar sent molt més fresques del que tenia dret a esperar".
La sèrie però va acabar tancant al número 15, que Stan Lee va aprofitar per obtenir de l'editor Martin Goodman per publicar el debut d'un nou superheroi adolescent, Spider-Man. Lee inicialment havia demanat el disseny al seu artista principal, Jack Kirby, que li va parlar de la seva pròpia concepció dels personatges dels anys 50, anomenades Silver Spider i Spiderman, en els quals un nen orfe trobava un anell màgic que li donava súper poders. L'historiador de còmics Greg Theakston diu que Lee i Kirby "es van asseure immediatament per parlar sobre la història" i després Lee va dirigir a Kirby per elaborar el personatge i dibuixar algunes pàgines. "Un dia o dos més tard", Kirby va mostrar a Lee les sis primeres pàgines i, com va recordar Lee, "odiava la forma en què ho feia. No ho feia malament, però no era el personatge que volia; era massa heroic ".

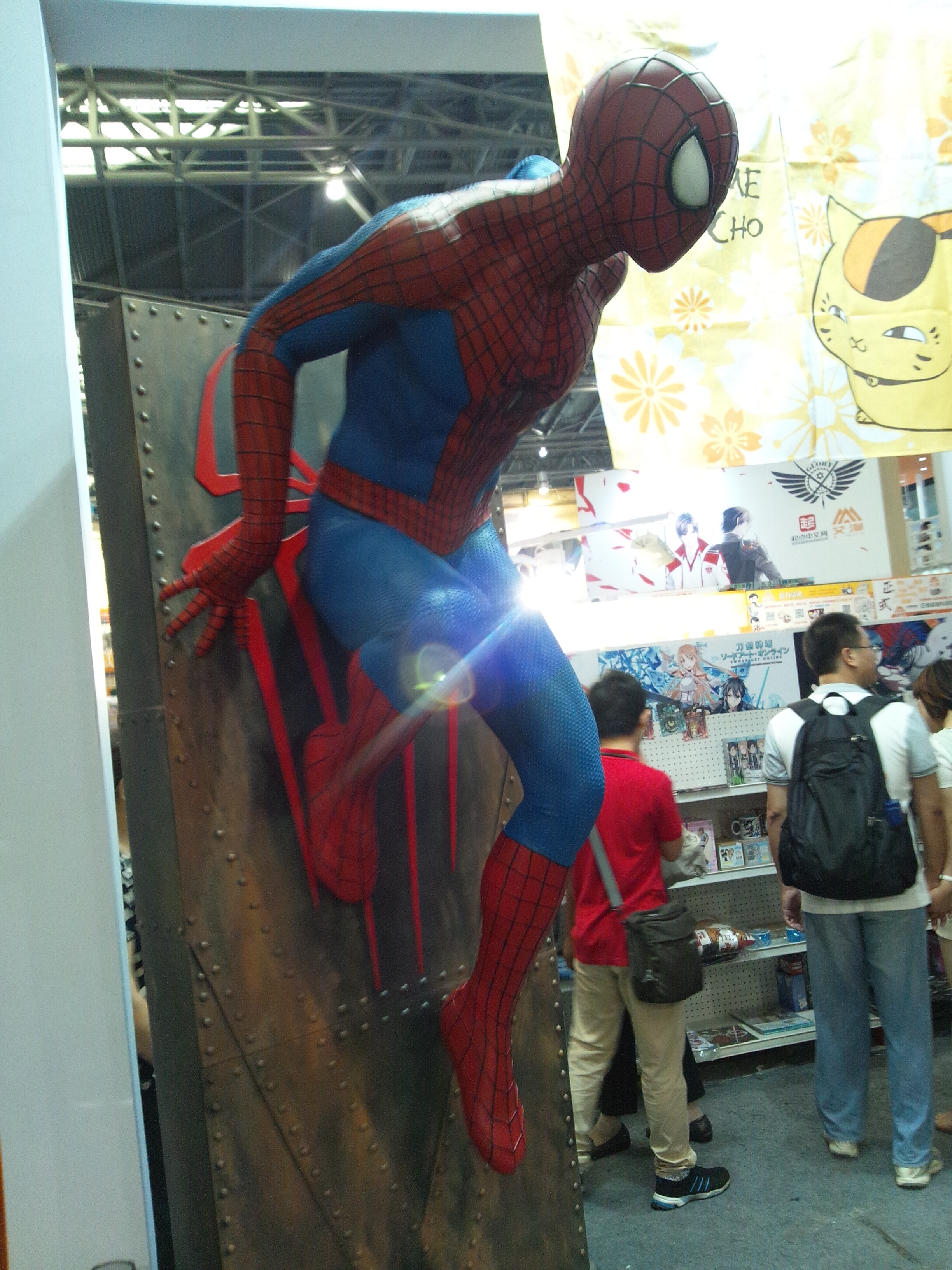
El personatge de Spiderman a la Comic Con Gamex 2014.

Lee es va dirigir a Ditko, que va desenvolupar un motiu que Lee va trobar satisfactori, encara que Lee va reemplaçar més tard la portada original de Ditko per una altra amb llapis de Kirby. Ditko va dir: "Les pàgines de Spider-Man de Stan em van mostrar que no eren res semblants al personatge (finalment) publicat. De fet, els únics dibuixos de Spider-Man estaven a la il·lustració de la primera pàgina i al final, [on] Kirby va fer que el tipus saltés cap a tu amb una pistola de teranyina ... De totes maneres, les primeres cinc pàgines tenien lloc a la llar i el nen trobava un anell i es convertia en Spider-Man."
Segons una altra versió, en un principi Ditko rebé l'encàrrec d'entintar cinc planxes de Jack Kirby del personatge de Spider-man: segons ell, les va rebutjar perquè el personatge es pareixia massa a un altre ja existent, The Fly; en canvi, Stan Lee assegurava que a Ditko simplement no li agradà el disseny de Kirby. Siga com fóra, ell acabà encarregant-se de redissenyar l'Home-Aranya i de treballar en la sèrie i la versió de Kirby romangué inèdita.
Ditko també va recordar que "una de les primeres coses que vaig fer va ser elaborar un vestit, una part vital del personatge. Havia de saber com es veia ... abans de fer cap esbós. (...) No estava segur que a Stan li agradaria la idea de cobrir la cara del personatge, però ho vaig fer perquè era un rostre evidentment infantil. També afegiria misteri al personatge .... "
Molt abans, en una rara publicació de l'època, Ditko va descriure les seves contribucions i les de Lee a una entrevista per correu amb Gary Martin publicada a Comic Fan #2 l'estiu de 1965: "Stan Lee va pensar el nom. Jo vaig fer el vestit, el llençador de teranyina en forma de pulsera i la spider senyal". Va afegir que continuaria dibuixant Spider-Man si no arribava res millor." Aquest mateix any, expressà a la fanzine Voice of Comicdom amb relació a una enquesta sobre els personatges que més agraden creats pels fans, "Sembla una pena, ja que els còmics tenen tan poca varietat d'històries i estils que restringiu deliberadament els vostres propis esforços creatius a la poca profunditat del còmic professional. Els que més agraden a "la majoria" dels lectors són els que són més familiars en veure'ls i qualsevol política basada en els gustos dels lectors acaben amb un munt de tires semblants. Teniu una gran oportunitat per mostrar a tothom tot un nou ventall d'idees, tipus il·limitats d'informes i estils”
Quan el còmic de debut de Spider-Man es va convertir en un top vendes, Spider-Man va obtenir la seva pròpia sèrie, The Amazing Spider-Man. La col·laboració de Lee i Ditko a les sèries va produir la creació de molts personatges molt conseguts incloent J. Jonah Jameson i el seu fill John Jameson al # 1 (data de portada març de 1963), i enemics com el Doctor Octopus al #3 (juliol 1963), Sandman al #4 (setembre 1963), Lizard al #6 (novembre 1963), Electro al #9 (març 1964) i Green Goblin al #14 (juliol 1964). Ditko eventualment va exigir el crèdit per la seva contribució al guió amb el mètode de Marvel. Lee hi va accedir i, començant amb el número 25 (juny de 1965), Ditko va rebre el crèdit de la trama per a les històries, però el percentatge per pàgines de Lee va baixar i va deixar de parlar amb Ditko.

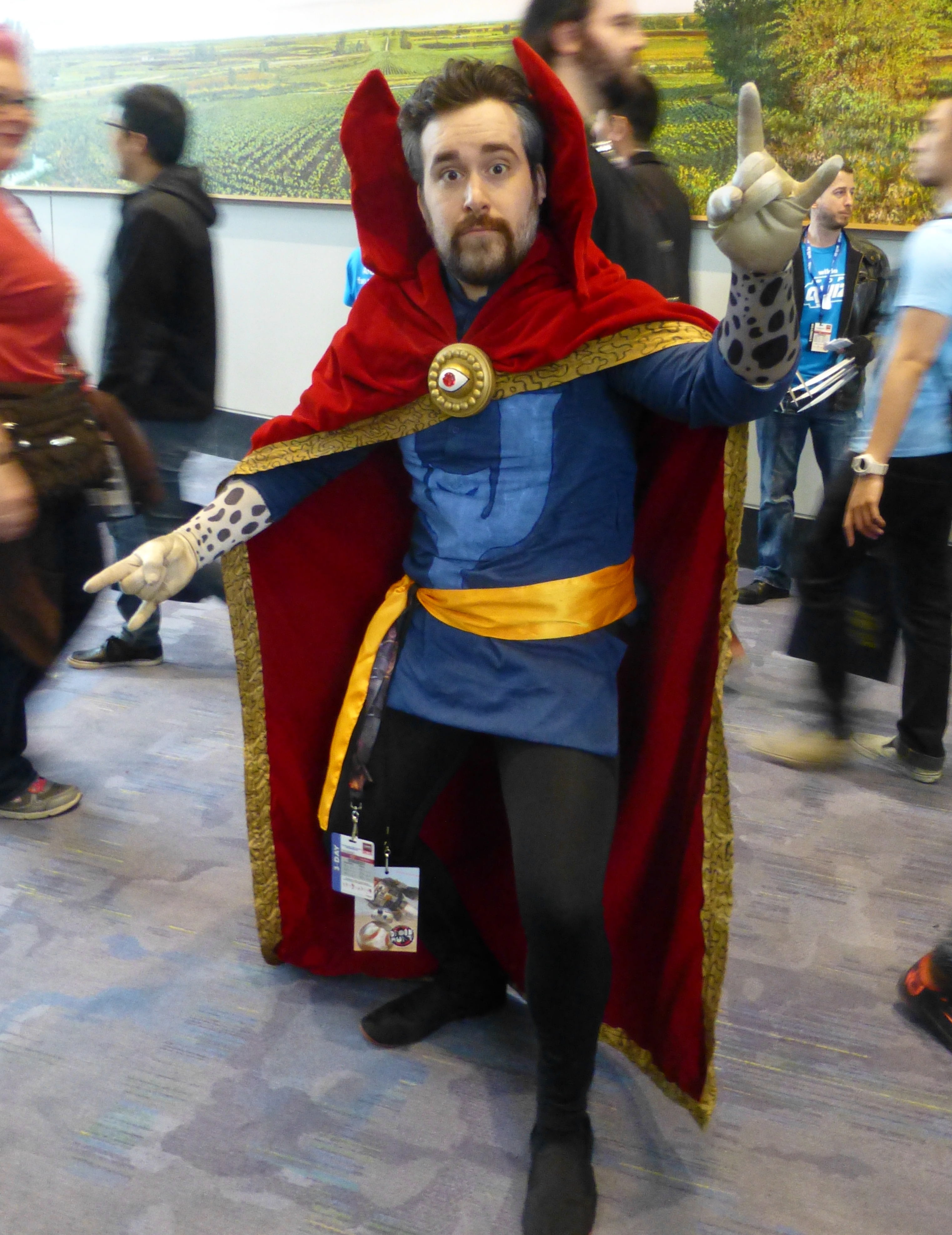
cosplayer de Doctor Strange amb un uniforme molt similar al dissenyat per Ditko.

Ditko també va crear Doctor Strange per a la Marvel. Va ser després de dibuixar el número final de The Incredible Hulk (# 6, data de portada març de 1963), a Strange Tales, número 110 (juliol de 1963). Tot i que també es sol considerar una co-creació amb Stan Lee, la participació d'aquest és més dubtosa. El 1963 Lee reconeixia en una carta al gran aficionat Dr. Jerry Bails que era una idea de Ditko:
| « | (anglès) Well, we have a new character in the works for Strange Tales (just a 5-page filler named Dr. Strange) Steve Ditko is gonna draw him. It has sort of a black magic theme. The first story is nothing great, but perhaps we can make something of him-- 'twas Steve's idea and I figured we'd give it a chance, although again, we had to rush the first one too much. Little sidelight: Originally decided to call him Mr. Strange, but thought the "Mr." bit too similar to Mr. Fantastic -- now, however, I remember we had a villain called Dr. Strange just recently in one of our mags, hope it won't be too confusing! | (català) Bé, tenim un nou personatge en curs per a Strange Tales (només per un farciment de cinc pàgines anomenat Dr. Strange) que dibuixarà Steve Ditko. Té una mena de tema de màgia negra. La primera història no és gens fantàstica, però potser podem fer alguna cosa amb ell. ”Va ser idea de Steve i jo pensava que li donaríem una oportunitat, tot i que, de nou, havíem d'afanyar-nos massa per la primera. Una mica d'informació addicional: originalment vam decidir anomenar-lo Mr. Strange, però va pensar que el "Mr." era una mica massa similar a Mr. Fantàstic - Ara, però, recordo que vam tenir un malvat anomenat Dr. Strange recentment en una de les nostres revistes, espero que no sigui massa confús! | » |

Ditko i Lee poc després van rellançar una sèrie de Hulk com a serial a la antologia Tales to Astonish, començant pel número 60 (octubre de 1964). Ditko, entintat per George Roussos, va dibuixar-lo fins al número 67 (maig de 1965) i va dissenyar un dels pitjors enemics de Hulk, el Leader al número 62 (desembre de 1964).
Tot i que sovint queda eclipsat pel seu treball a Amazing Spider-Man, l'obra a "Doctor Strange" de Ditko ha estat igualment reconeguda, pels seus paisatges místics surrealistes i visuals cada vegada més psicodèlics. Lee i Ditko portarien Strange a regnes cada vegada més abstractes. En una història èpica de 17 exemplars a "Strange Tales" #130-146 (març de 1965 - juliol de 1966), Lee i Ditko van introduir el personatge còsmic d'Eternity, que personificava l'univers i es mostrava com una silueta amb els contorns plens del cosmos. Com l'historiador Bradford W. Wright descriu:
| «                    | (anglès) Steve Ditko contributed some of his most surrealistic work to the comic book and gave it a disorienting, hallucinogenic quality. Dr. Strange's adventures take place in bizarre worlds and twisting dimensions that resembled Salvador Dalí paintings. ... Inspired by the pulp-fiction magicians of Stan Lee's childhood as well as by contemporary Beat culture. Dr. Strange remarkably predicted the youth counterculture's fascination with Eastern mysticism and psychedelia. Never among Marvel's more popular or accessible characters, Dr. Strange still found a niche among an audience seeking a challenging alternative to more conventional superhero fare. | (català) Steve Ditko va aportar algunes de les seves obres més surrealistes al còmic i li va donar una qualitat al·lucinògena i desorientant. Les aventures del Dr. Strange es desenvolupen en mons estranys i dimensions retorçadores que semblaven les pintures de Salvador Dalí. ... Inspirat pels mags de la ficció pulp de la infància de Stan Lee, així com per la cultura contemporània de la Generació Beat. El Dr. Strange va predir notablement la fascinació de la contracultura juvenil per la mística oriental i la psicodèlia. Mai entre els personatges més populars o accessibles de Marvel, el doctor Strange encara va trobar un nínxol entre un públic que buscava una alternativa difícil al cost més convencional de superherois. | » |
| — Bradford W. Wright | | |   |

L'estil idiosincràtic, netament detallat i recognoscible a l'instant de Ditko, que emfatitzava l'estat d'ànim i l'ansietat, va trobar un gran favor entre els lectors. El personatge de Spider-Man i la seva problemàtica vida personal es van encaixar bé amb els propis interessos de Ditko, que Lee va reconèixer finalment donant a l'artista crèdit sobre la darrera part dels seus 38 números. Però després de quatre anys de títol, Ditko va abandonar Marvel; Lee i ell no havien parlat des de feia temps, gestionant l'art i canvis editorials a través d'intermediaris. Els detalls de la ruptura continuen sent incerts, fins i tot per part de Lee, que va confessar el 2003: "Mai no vaig arribar a conéixer Steve a nivell personal." Ditko més tard va afirmar que era Lee qui va interrompre el contacte i va discutir la creença de llarga durada que el desacord venia per la veritable identitat de Green Goblin: "Stan mai sabia què estava rebent de les meves històries i portades del Spider-Man fins després de [director de producció] Sol Brodsky rebia el material ... així que no podria haver-hi cap desacord ni acord, sense intercanvis ... cap problema entre nosaltres pel que fa al Green Goblin o qualsevol altra cosa anterior al número # 25 fins als meus números finals". Un comiat amistós es va lliurar a Ditko en el "Bullpen Bulletins" de còmics de juliol de 1966, incloent Fantastic Four # 52: "Steve recently told us he was leaving for personal reasons. After all these years, we're sorry to see him go, and we wish the talented guy success with his future endeavors." (Steve recentment ens va dir que se n'anava per motius personals. Després de tots aquests anys, lamentem veure'l marxar, i desitgem que el talent del noi tingui èxit amb els seus esforços futurs) Fora dels còmics, però, Lee no en parlava de la mateixa manera qualificant-lo com "una mica excèntric" en un discurs davant 70 estudiants a la Universitat de Princetown.

#### Charlton i DC
Va tornar a Charlton, la taxa de pàgina era baixa, però els creadors tenien més llibertat, Ditko va treballar en personatges com Captain Atom (1965–1967), tornant al personatge que havia cocreat el 1960, Blue Beetle (Escarabat Blau) (1967–1968), i The Question (1967–1968). A més, entre 1966 i 1967, va dibuixar 16 històries, la majoria escrits per Archie Goodwin, per a les revistes de terror Creepy i Eerie.
El 1967 va crear Mr.A al títol independent de Wally Wood, witzend #3. En les pàgines de Mr.A i de The Question, Ditko va començar a infondre la seva pròpia filosofia, que va tenir la seva arrel a l'Objectivisme d'Ayn Rand. El nom del personatge "Mr. A" té el seu origen en el principi filosòfic aristotèlic d'identitat ("A és igual a A"). Aquest principi és també bàsic en l'Objectivisme (El sistema filosòfic creat per Ayn Rand), ja que l'objectivisme és un desenvolupament de les premisses filosòfiques creades per Aristòtil. "Mr. A" és un personatge vestit totalment de blanc i d'una total integritat moral (la mateixa que demana l'objectivisme). Ditko, malgrat residir a Nova York, i encara que era un artista prolífic, era molt gelós de la seva intimitat. Preferia que el seu treball parli per ell, és per això que solia rebutjar entrevistes, monogràfics i aparicions públiques.
El 1968, Ditko va treballar per DC Comics on va crear personatges com The Creeper a Showcase # 73 (abril de 1968) amb Don Segall, i Hawk and Dove a Showcase # 75 (juny de 1968), amb l'escriptor Steve Skeates. Ditko es va servir d'aquests personatges, del gènere dels superherois, per a exposar i explorar diversos assumptes ètics. No obstant això degut al fet que diversos lectors, varen decidir que no estaven disposats a suportar els "sermons" en diverses d'aquestes històries, o potser perquè no estaven d'acord amb la filosofia de l'artista, el treball de Ditko no va tenir la mateixa popularitat que en altres ocasions.
A partir d'aquest moment i fins a mitjans dels anys 70, Ditko va treballar exclusivament per a Charlton i diversos editors independents. Frank McLaughlin, director d'art de Charlton durant aquest període, descriu Ditko vivint "en un hotel local de Derby, a Connecticut, durant un temps. Va ser molt feliç, un tipus afortunat amb un gran sentit de l'humor en aquell moment, i sempre donava a les separadores de colors dolços i altres petits regals".
Per a Charlton el 1974 va fer Liberty Belle i va concebre Killjoy. Ditko va produir molt de treball per als títols de ciència-ficció i terror de Charlton, així com per a l'editorial original de l'editor de Marvel Martin Goodman Atlas/Seaboard Comics, on ell va co-crear el superheroi Destructor amb l'escriptor Archie Goodwin, i va dibuixar els quatre números de la sèrie homònima (febrer-agost de 1975), els dos primers dels quals van ser entintats per Wally Wood. Ditko va treballar en el segon i tercer número de Tiger-Man i el tercer número de Morlock 2001, amb Bernie Wrightson a la tinta.
Ditko va tornar a DC Comics el 1975, creant un títol de curta durada, Shade, the Changing Man (1977–1978)., que va ser reviscuda diversos anys després sense la intervenció de Ditko a Vertigo. Amb l'escriptor Paul Levitz, va crear la sèrie del gènere d'espasa i bruixeria Stalker (1975–1976). Ditko i l'escriptor Gerry Conway van produir el primer número d'una sèrie Man-Bat de dos números, un personatge procedent de Detective Comics. També va reviure Creeper i va fer altres treballs tan diversos com una breu sèrie de Demon el 1979 i històries en les antologies de terror i ciència-ficció de DC. L'editor Jack C. Harris va contractar a Ditko com a artista convidat en diversos temes de Legion of Super-Heroes, una decisió que va obtenir una reacció mixta del públic del títol. Ditko també va dibuixar la versió com Prínce Gavyn de Starman a Aventure Comics # 467–478 (1980).
A continuació, va treballar per a diverses editorials, aportant breument a DC de nou a mitjans de la dècada de 1980, amb quatre pinups dels seus personatges per al Who's Who: The Definitive Directory of the DC Universe i un pinup per a Superman # 400 (octubre 1984)

#### Marvel, Eclipse, Valiant i final de carrera
Ditko va tornar a Marvel el 1979, prenent el control de Machine man de Jack Kirby, dibuixant The Micronauts i Captain Universe, i continuarà a la companyia con autònoa fins a finals dels anys 90. A partir del 1984, va dibuixar els dos últims anys de la sèrie robot-espai Rom. Una història de Godzilla de Ditko i Marv Wolfman es va convertir en una història de Dragon Lord publicada a Marvel Spotlight. Ditko i l'escriptor Tom DeFalco van introduir el personatge Speedball a The Amazing Spider-Man Annual # 22 (1988) i Ditko va dibuixar una sèrie de deu números basada en el personatge.
El 1982, també va començar com autònom per l'editorial independent Pacific Comics, començant per Captain Victory and the Galactic Rangers  # 6 (setembre de 1982), en què va introduir el superheroi Missing Man, amb Mark Evanier escrivint la trama i l'art de Ditko. Històries posteriors de Missing Man aparegueren a Pacific Presents (1-3 d'octubre de 1982 - març de 1984), amb Ditko escrivint i col·laborant amb l'amic de molt de temps Robin Snyder en el guió dels dos últims. Ditko també va crear The Mocker per a Pacific, a Silver Star # 2 (abril de 1983).
Per a Eclipse Comics, va aportar una història amb el seu personatge Static (sense relació amb el posterior personatge de Milestone Comics) a Eclipse Mensual # 1–3 (agost-oct. 1983), introduint el supervillà The Exploder al #2.
Amb l'escriptor Jack C. Harris, Ditko va dibuixar la "The Faceless Ones" per Warp # 2–4 (abril a juny de 1983) a First Comics. Col·laborant amb aquest mateix escriptor i altres, Ditko va dibuixar un grapat de les històries de Fly, Fly-Girl i Jaguar per a la revista The Fly # 2–8 (juliol de 1983 - agost 1984), per la línea de superherois de curta durada d'Archie Comics; en una rara instància de Ditko entintant un altre artista, va entintar el dibuixos de Dick Ayers a la història de Jaguar a The Fly # 9 (octubre 1984). Western Publishing el 1982 va anunciar que una sèrie de Ditko i Harris apareixerien en un nou còmic de ciència-ficció, Astral Frontiers, però aquest títol no es va materialitzar mai.
A principis dels anys 90 Ditko va treballar per la nova companyia fundada per Jim Shooter, Valiant Comics, dibuixant, entre d'altres, números de Magnus, Robot Fighter, Solar, Man of the Atom i XO-Manowar. El 1992 Ditko va treballar amb l'escriptor Will Murray per produir un dels seus últims personatges originals per a Marvel Comics, la superheroïna Squirrel Girl, que va debutar a Marvel Super-Heroes vol. 2 # 8, també anomenat Marvel Super-Heroes Winter Special (gener de 1992).
El 1993, va fer el One-Shot The Safest Place in the World de Dark Horse Comics. Per a la sèrie de Defiant Comics, Dark Dominion, va dibuixar el número # 0, que es va publicar com un conjunt de cartes coleccionables. El 1995, va dibuixar a Marvel una sèrie de quatre números basada en la sèrie de televisió animada Phantom 2040. Aquest incloïa un cartell encarregat per John Romita Sr., Steve Ditko's Strange Avenging Tales es va anunciar com una sèrie trimestral de Fantagraphics Books, però només va tenir un número (febrer de 1997) a causa de desavinences públicament no especificades entre Ditko i l'editor.
En 2016, el Casal Solleric de Mallorca presentà una retrospectiva de la seua obra.

### Vida personal
A partir del 2012, Ditko va continuar treballant al barri Midtown West de Manhattan. Majoritàriament, es va negar a concedir entrevistes o fer aparicions públiques, explicant el 1969 que "Quan faig una feina, no és la meva personalitat la que ofereixo als lectors sinó les meves obres d'art. No és com sóc el que compta; és el que he fet i com de bé es va fer. Realitzo un producte, una història d'art en còmic. Steve Ditko és la marca". No obstant, va aportar nombrosos assajos al fanzine de Robin Snyder The Comics. Ditko era un partidari ardent de l'objectivisme.
Va tenir un nebot que es va convertir en artista, també anomenat Steve Ditko. Pel que se sap, no es va casar mai i no va tenir fills supervivents en el moment de la seva mort. Will Eisner va declarar que Ditko tenia un fill fora del matrimoni, però podria ser una referència confusa al nebot.
Ditko va dir que el 2012 no havia aconseguit ingressos per les quatre pel·lícules de 'Spider-Man' llançades fins a aquell moment. Tot i això, un veí de Ditko va declarar que va rebre xecs pels royalties. Els implicats en la creació de la pel·lícula Doctor Strange van refusar intencionadament contactar amb ell durant la producció, creient que no serien benvinguts.
Ditko va ser trobat sense resposta al seu apartament de la ciutat de Nova York el 29 de juny de 2018. La policia va dir que havia mort durant els dos dies anteriors. Tenia 90 anys i es va considerar inicialment la causa de la mort un infart de miocardi, causat per una arterioescleròtica i hipertensiva malaltia cardiovascular.
Les paraules finals de l'últim assaig de Ditko, publicat pòstumament a Down Memory Lane el febrer de 2019, van citar un "old toast" (un torrat vell) i acabava: "Això és pels que em desitgen bé, i els que no se'n poden anar a l'infern."

## Personatges

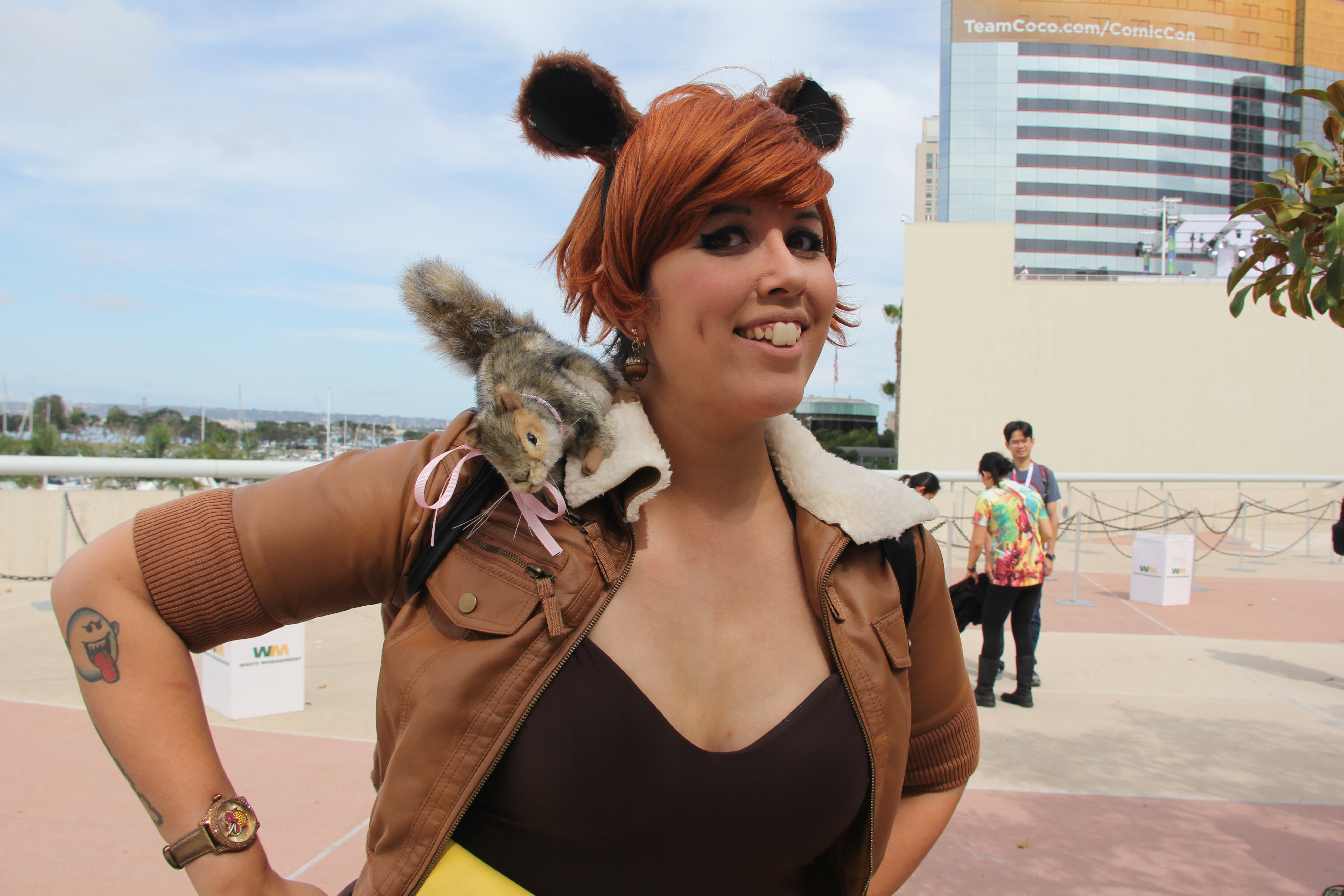
cosplayer de Squirrel Girl, una de les seves darreres cocreacions.

| - Creeper (creat) - Shade, the Changing Man (creat) - Spider-Man (cocreat) - Doctor Strange (oficialment cocreat) - Static (creat) - Mocker (creat) - Missing Man (creat) | - The Question (creat) - Blue Beetle (creat) - Mr. A. (creat) - Captain Atom (cocreat) - Killjoy (creat) - Speedball (creat) - Squirrel Girl (cocreat) |

## Obra
Com dibuixant (generalment però no sempre entintat-se ell mateix), a menys que s'indiqui el contrari:
Farrell Publications
- Strange Fantasy #2–14 (1952–1954)
- Fantastic Fears #5 (1954)

Harvey Comics
- Captain 3-D #1 (ajudant a les tintes a Mort Meskin) (1953)

Key Publications
- Daring Love #1 (1953)
- Blazing Western #1 (1954)

Prize Comics
- Black Magic #27–29, 47 (1953–1961)

Charlton Comics
- The Thing! #12–15, 17 (1954)
- This Magazine is Haunted #16–19, 21 (1954)
- Crime and Justice #18 (1954)
- Racket Squad in Action #11–12 (1954)
- Strange Suspense Stories #18–22, 31–37, 39–41, 45, 47–48, 50–53 (1954–1961)
- Space Adventures #10–12, 24–27, 31–40, 42 (#33 debut de Captain Atom) (1954–61)
- From Here to Insanity #10 (1955)
- Tales of The Mysterious Traveler #2–11 (1957–59)
- Out of this World #3–12, 16 (1957–1959)
- Cheyenne Kid #10 (1957)
- This Magazine is Haunted vol. 2 #12–14, 16 (1957–1958)
- From Here to Insanity vol. 3 #10 (1957)
- Mysteries of Unexplored Worlds #3–12, 19, 21–24, 26 (1957–1961)
- Texas Rangers in Action #8, 77 (1957–1970)
- Unusual Tales #6–12, 14–15, 22–23, 25–27, 29 (1957–1961)
- Fightin' Army #20, 89–90, 92 (1957–1970)
- Outer Space #18–21 (1958)
- Robin Hood and his Merry Men #38 (1958)
- Rocky Lane's Black Jack #24–28 (1958–1959)
- Black Fury #16–18 (1958–1959)
- Outlaws of the West #18, 80–81 (1959–1970)
- Gorgo #1–4, 11, 13–16, The Return of Gorgo #2–3 (1960–64)
- Konga #1, 3–15, Konga's Revenge #2 (1960–63)
- Space War #4–6, 8, 10 (1960–1961)
- Mad Monsters #1 (1961)
- Captain Atom #78–89 (1965–67)
- Fantastic Giants #64 (1966)
- Shadows from Beyond #50 (1966)
- Ghostly Tales #55–58, 60–61, 67, 69–73, 75–90, 92–97, 99–123, 125–126 (1966–1977)
- The Many Ghosts of Doctor Graves #1, 7, 9, 11–13, 15–18, 20–22, 24, 26–35, 37–38, 40–43, 47–48, 51–56, 58, 60–62 (1967–1977)
- Blue Beetle #1–5 (1967–68)
- Mysterious Suspense #1 (The Question) (1968)
- Outer Space vol. 2 #1 (1968)
- Strange Suspense Stories vol. 2 #2 (1968)
- Charlton Premiere #4 (1968)
- Time for Love #13 (1969)
- Space Adventures vol. 3 #2, 5–6, 8 (1968–1969)
- Jungle Jim #22, 27–28 (1969–1970)
- Ghost Manor #13–16, 18–19 (1970–1971)
- Phantom #36, 39 (1970)
- Romantic Story #107 (1970)
- Just Married #79 (1971)
- I Love You # 91 (1971)
- Haunted #1–8, 11–16, 18, 23–25, 28, 30 (1971–1976)
- Ghost Manor vol. 2 #1–18, 20–22, 24–26, 28–31, 37 (1971–1978)
- Ghostly Haunts #22–34, 36–40, 43–48, 50, 52, 54 (1972–1977)
- Haunted Love #4–5 (1973)
- E-Man #2, 4 (Killjoy), #5 (introducció de Liberty Belle II) (1973–74)
- Midnight Tales #12 (1975)
- Scary Tales #3, 5, 7–8, 11–12, 14–15 (1975–1978)
- Beyond the Grave #1–6 (1975–1976)
- Monster Hunters #2, 4, 6, 8, 10 (1975–1977)
- Creepy Things #3, 5 (1975–1976)
- Doomsday +1 #5 (1976)

Marvel Comics
- Journey into Mystery #33, 38, 50–96 (1956–63)
- Mystery Tales #40, 45, 47 (1956)
- 2-Gun Western #4 (1956)
- Journey Into Unknown Worlds #45, 51 (1956)
- Strange Tales #46, 50, 67–146 (Doctor Strange a #110–111, 114–146), Annual #2 (entintant Jack Kirby) (1956–66)
- Marvel Tales #147 (1956)
- Spellbound #29 (1956)
- Strange Tales of the Unusual #5 (1956)
- Astonishing #53 (1956)
- World of Mystery #3, 6 (1956–1957)
- Strange Worlds #1–5 (1958–59)
- World of Fantasy #16–19 (1959)
- Battle #63, 68, 70 (1958–1960)
- Tales of Suspense #1–49 (Iron Man a #47–49) (1959–64)
- Tales to Astonish #1–48, 60–67 (The Hulk a #60–67, Giant Man in #61) (1959–65)
- Gunsmoke Western #56, 66 (1960–1961)
- Amazing Adventures #1–6 (1961); es converteix en

Amazing Adult Fantasy #7–14 (1961–62); es converteix en
Amazing Fantasy #15 (debut de Spider-Man) (1962)
- The Incredible Hulk #2 (entintant Jack Kirby), #6 (1962–63)
- The Amazing Spider-Man #1–38, Annual #1–2 (1963–66)
- The Fantastic Four #13 (entintant Jack Kirby) (1963), Annual #16 (1981)
- Sgt. Fury and his Howling Commandos #15 (entintant Dick Ayers) (1965)
- Tower of Shadows #6, 8–9 (1970–1971)
- Machine Man #10–19 (1979–81)
- Tomb of Dracula magazine #2 (1979)
- Micronauts #39, Annual #1–2 (1979–1982)
- Daredevil #162 (1980)
- The Incredible Hulk vol.2 #249, Annual #9 (1980)
- Marvel Spotlight vol. 2 #4 (Captain Marvel), #5 (Dragon Lord), #9–11 (Captain Universe) (1980–81)
- Marvel Preview #21 (Shroud) (1980)
- Crazy Magazine #68 (1980)
- Marvel Team-Up #101 (1981)
- Iron Man#Iron Man vol.1 #160 (1982)
- What If...? #35 (Tigra) (1982)
- U.S. 1 #12 (1984)
- Rom #59–75, Annual #4 (1984–86)
- The Avengers Annual #13, 15 (1984–86)
- The Further Adventures of Indiana Jones #21, 25–28, 32–34 (1984–86)
- Chuck Norris: Karate Kommandos 1–3 (1987)
- What If Special #1 (Iron Man) (1988)
- What The--?! #1 (1988)
- The Amazing Spider-Man Annual #22 (debut Speedball), #24–25 (1988–1991)
- Marvel Age Annual #4 (Speedball) (1988)
- Speedball #1–10 (1988–89)
- Marvel Comics Presents #7, 10, 14, 54, 56, 58, 80–81, 83 (1988–1991)
- Web of Spider-Man Annual #5 (Captain Universe) (1989)
- Iron Man Annual #11 (1990)
- The Destroyer #4 (1990)
- The Destroyer vol. 2 #1 (1991)
- Marvel Super-Heroes vol. 2 #1–3, #5–8 (#8 debut Squirrel Girl) (1990–1992)
- Phantom 2040 #1–4 (1995)
- Mighty Morphin Power Rangers #2, 4 (1995–96)
- Mighty Morphin Power Rangers: Ninja Rangers/VR Troopers #4–5 (1996)
- Heroes & Legends #1 (1997)
- Shadows & Light #1 (Iron Man) (1998)
- Incredible Hulk and the Human Torch: From the Marvel Vault #1 (història creada als anys 80) (2011)

St. John Publications
- Do You Believe in Nightmares #1 (1957)

DC Comics
- Strange Adventures #188–189 (1966)
- Showcase #73 (debut, Creeper) #75 (debut, The Hawk and the Dove) (1968)
- Beware the Creeper #1–6 (1968–69)
- The Hawk and the Dove #1–2 (1968)
- Stalker #1–4 (1975–76)
- House of Mystery #236, 247 (1975–1976)
- 1st Issue Special #7 (Creeper) (1975)
- Man-Bat #1 (1975)
- Plop! #16 (1975)
- House of Secrets #139 (1976)
- Weird War Tales #46, 49, 95, 99, 104–106 (1976–1981)
- Amazing World of DC Comics #13 (1976)
- Shade, the Changing Man #1–8 (1977–78)
- Secrets of Haunted House #9, 12, 41, 45 (1977–1982)
- DC Special Series #9: Wonder Woman Spectacular (1978)
- World's Finest Comics #249–255 (Creeper) (1978–79)
- Cancelled Comic Cavalcade #2 (dues històries planejades per Shade, the Changing Man #9) (1978)
- Ghosts #77, 111 (1979–1982)
- Time Warp #1–4 (1979–1980)
- Detective Comics #483–485 (The Demon), #487 (Odd Man debut, història revisada, originalment planejada per Shade, the Changing Man #9)[75] (1979)
- Superboy and the Legion of Superheroes #257 (1979)
- Unexpected #189–190, 221 (1979–1982)
- Legion of Super-Heroes vol. 2 #267, 268, 272, 274, 276, 281 (1980–81)
- Adventure Comics #467–478 (Starman) (1980)
- Mystery in Space #111, 114–16 (1980–1981)
- The Outsiders #13 (1986)
- Who's Who: The Definitive Directory of the DC Universe #19–22 (1986)
- Action Comics Weekly #642 (entre altres artistes) (1989)
- Legends of the DC Universe 80-Page Giant #1 (1998)
- Tales of the New Gods TPB (història originalment planejada per the Orion series) (2008)
- The Creeper by Steve Ditko HC (inclou 25 pàgines d'una història de Creeper planejada originalment per Showcase #106) (2010)
- The Steve Ditko Omnibus Vol. 1 HC (inclou una història planejada originalment per Shade, the Changing Man #9) (2011)

ACG
- Adventures into the Unknown #168 (1966)
- Forbidden Worlds #137–138, 140 (1966)
- Unknown Worlds #49–50, 54 (1966–1967)

Dell
- Nukla #4 (1966)
- Get Smart #2–3 (1966)
- Hogan's Heroes #3 (1966)

Warren Publishing
- Eerie #3–10 (1966–67)
- Creepy #9–16 (1966–67)

Tower Comics
- T.H.U.N.D.E.R. Agents #6–7, 12, 14, 16, 18 (1966–68)
- Dynamo #1, 4 (1966–1967)

Independents
- Witzend #3, 4, 6, 7 (Wallace Wood) (1967–69)
- Heroes, Inc. #1 (Wallace Wood) (1969)
- Mr. A. (Comic Art Publishers) (1973)
- Avenging World (Bruce Hershenson) (1973)
- ...Wha..!? (Bruce Hershenson) (1975)
- Mr. A. (Bruce Hershenson) (1975)

Atlas/Seaboard
- The Destructor #1–4 (1975)
- Morlock 2001 #3 (1975)
- Tiger-Man #2–3 (1975)

CPL Gang
- Charlton Bullseye #1–2 (1975)

Star*Reach Productions
- Imagine #4 (1978)

M W Communications
- Questar #1–5 (1978–1979)

Pacific Comics
- Captain Victory and the Galactic Rangers #6 (Missing Man) (1981)
- Pacific Presents #1–3 (Missing Man) (1982–84)
- Silver Star #2 (The Mocker) (1983)

New Media Publishing
- Fantasy Illustrated #1 (1982)

First Comics
- Warp #2–4 (1983)

Eclipse Comics
- Eclipse Monthly #1–3 (Static) (1983)
- Coyote #7–10 (1984–1985)

Archie Comics
- The Fly #2–4, #5–8, #9 (entintant Dick Ayers) (1983–1986)
- Blue Ribbon Comics #12 (1984)

Deluxe Comics
- Wally Wood's T.H.U.N.D.E.R. Agents #3–4 (1985–1986)

Renegade Press
- Revolver #1–5, Annual Frisky Frolics #1 (1985–86)
- Ditko's World featuring...Static #1–3 (1986)
- Murder #1–3 (1986)

Globe Communications
- Cracked #218–223, 225–227, 231 (1986–1987)
- Monsters Attack #1–5 (1989–1990)
- Cracked Collector's Edition #86 (1991)

Ace Comics
- What Is...the Face? #1–3 (1986–87)
- Return of the Skyman #1 (1987)

3-D- Zone
- 3-D Substance #1–2 (1990)

Valiant Comics
- World Wrestling Federation: Lifestyles of the Brutal and Infamous (1991)
- World Wrestling Federation: Out-of-the-Ring Challenges (1991)
- World Wrestling Federation: When I Get My Hands... (1991)
- WWF Battlemania #5 (1991)
- X-O-Manowar #6 (1992)
- Shadowman #6 (1992)
- Solar, Man of the Atom #14–15 (1992)
- Magnus, Robot Fighter #18–19 (1992)

Marvel UK
- Tiny Toon Adventures #4 (1992)

Dark Horse Comics
- The Safest Place... (1993)

Defiant Comics
- Dark Dominion #0 (1993)

Topps Comics
- Captain Glory #1 (1993)
- Satan's Six #1 (entintant Batton Lash) (1993)
- Jack Kirby's Secret City Saga #1–4 (1993)

Yoe! Studio
- Big Boy Magazine #470 (promoció) (1997)

Fantagraphics Books
- Steve Ditko's Strange Avenging Tales #1 (1997)

AC Comics
- AC Retro Comics #5 (1998)

Robin Snyder
- Ditko Package (1989)
- The Mocker (1990)
- Ditko Public Service Package (1991)
- The Ditko Package series:

Steve Ditko's 160-Page Package (1999)
Steve Ditko's 80-Page Package: The Missing Man (1999)
Steve Ditko's 160-Page Package: From Charlton Press (1999)
Steve Ditko's 176-Page Package: Heroes (2000)
Steve Ditko's 32-Page Package: Tsk! Tsk! (2000)
- Steve Ditko's Static: Chapters 1 to 14 plus... (2000)
- Avenging World (2002) (versió ampliada de 240-page respecte a l'edició de 1973)
- Mr. A. (2010) (impressió revisada i reformada de l'edició de 1973)
- Mr. A. #15 (2014) (Conté dues històries destinades originalment al primer número de la sèrie Mr. A. sol·licitada però inèdita per AAA cap al 1990)
- The Four-Page Series (esborranys) #1–9 (2012–15)
- The 32-page Series:

The Avenging Mind (2008)
Ditko, etc... (2008)
Ditko Continued... (2008)
Oh, No! Not Again, Ditko (2009)
Ditko Once More (2009)
Ditko Presents (2009)
A Ditko Act Two (2010)
A Ditko Act 3 (2010)
Act 4 (2010)
Act 5 (2010)
Act 6 (2011)
Act 7, Seven, Making 12 (2011)
Act 8, Making Lucky 13 (2011)
A Ditko #14 (2011)
A Ditko #15 (2011)
#16: Sixteen (2012)
#17: Seventeen (2012)
Ate Tea N: 18 (2013)
#9 Teen (2014)
#20 (2014)
#2oww1 (2014)
#22 (2015)
#23 (2015)
#24 (2016)
#25 (2016)
#26 (2018)
Down Memory Lane (2019)
- The 32 Series by Ditko: (incloent cadascun 5–6 issues de les sèries de 32 pàgines)

Vol. I: Overture
Vol. II: Opening Acts (2019) collecting 5 issues: Ditko Presents through Act 5
Vol. III: Character Twists (2019) collecting 5 issues: Act 6 through A Ditko #15
Vol. IV: Postshadowing (2019) collecting 6 issues: #16: Sixteen through #2oww1
Vol. V: Curtain

## Premis i honors
- 1962 Premi Alley a la millor història curta: "Origin of Spider-Man" per Stan Lee i Steve Ditko, Amazing Fantasy #15 (Marvel Comics).
- 1963 Premi Alley per millor comic book d'aventures d'heroi: The Amazing Spider-Man
- 1963 Premi Alley al millor heroi: Spider-Man
- 1964 Premi Alley per millor comic book d'aventures d'heroi: The Amazing Spider-Man
- 1964 Premi Alley pel millor còmic gegant: The Amazing Spider-Man Annual #1
- 1964 Premi Alley al millor heroi: Spider-Man
- 1965 Premi Alley per millor comic book d'aventures d'heroi: The Amazing Spider-Man
- 1965 Premi Alley al millor heroi: Spider-Man
- 1985 Premi Eagle: Roll of Honour[76]
- El 1987, Ditko va ser presentat un Comic-Con International Inkpot Award in absentia, acceptat en nom seu per l'editor de Renegade Press Deni Loubert, que havia publicat Ditko's World l'any anterior. Ditko va rebutjar el premi i el va retornar a Loubert després d'haver-lo trucat per dir-li: "Els premis sagnen l'artista i ens fan competir els uns amb els altres. Són les coses més horribles del món. Com t'atreveixes a acceptar això en nom meu". Seguint les seves instruccions, Loubert va retornar el premi als organitzadors de la convenció.[77]
- Ditko va ser inclòs al Jack Kirby Hall of Fame el 1990 i al Will Eisner Award Hall of Fame el 1994.
- 2015 Premi Inkwell Joe Sinnott Hall of Fame Award.